# Barylestis scutatus
Barylestis scutatus är en spindelart som först beskrevs av Pocock 1903.  Barylestis scutatus ingår i släktet Barylestis och familjen jättekrabbspindlar.
Artens utbredningsområde är Kamerun. Inga underarter finns listade.